# المربوح
 المربوح (بالإنجليزية: EL MARBOUH)‏ هي جماعة قروية تابعة لإقليم قلعة السراغنة ضمن جهة مراكش تانسيفت الحوز بالمغرب. بلغ مجموع عدد سكان  المربوح حسب إحصاءات 2004 حوالي 7587 نسمة يعيشون في 1294 أسرة.

## إحصاء عام
| السنة | عدد السكان | عدد الأسر | عدد الأجانب |
| ----- | ---------- | --------- | ----------- |
| 1994  | 6428       | 1005      | °°°°        |
| 2004  | 7587       | 1294      | 0           |